# Marek Gajewski
Marek Gajewski (ur. 29 czerwca 1945, zm. 11 sierpnia 1995 w Warszawie) – polski lektor, spiker telewizyjny, prezenter i dziennikarz TVP oraz aktor.

## Życiorys

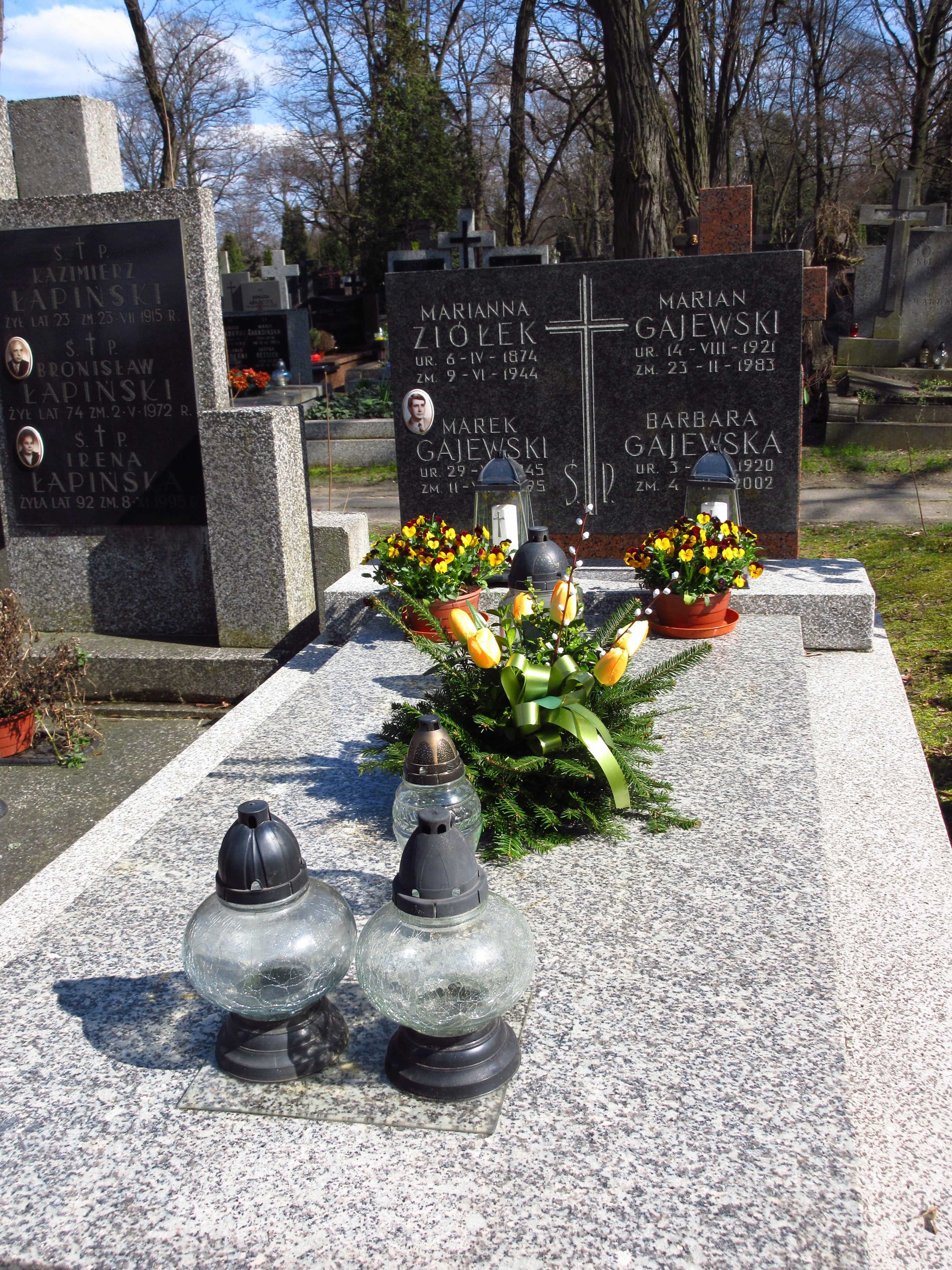
Grób Marka Gajewskiego na Cmentarzu Bródnowskim.

Przez wiele lat czytał teksty felietonów do telewizyjnych programów popularnonaukowych (m.in. Sondy). Był lektorem filmów i seriali animowanych – m.in. Batman: The Animated Series (1992–1995) i Wojownicze Żółwie Ninja (1987) oraz filmów dokumentalnych i fabularnych. Był konferansjerem na Festiwalu Piosenki Radzieckiej w Zielonej Górze. Występował także w magazynie Jarmark. W programie dla dzieci Teleranek prowadził cykl zatytułowany „Gazetka Rodzinna”. Sporadycznie pojawiał się na ekranie także jako aktor – w filmie Album polski (1970) oraz w serialu W labiryncie (1988–1990). Na początku lat 90. współpracował m.in. z Radiem Gdańsk i Prywatną Telewizją Elgaz. Był pierwszym lektorem teleturnieju Familiada w latach 1994–1995. Zapowiadał program, a prywatnie był kolegą ze studiów Karola Strasburgera. Zmarł w 1995 roku w Warszawie po ciężkiej chorobie. Został pochowany na Cmentarzu Bródnowskim (kwatera 56A-2-14).

## Wybrana filmografia

### Lektor

#### Programy telewizyjne
- Familiada (1994–1995)
- Jarmark
- Sonda
- Teleranek
- Telezakupy Mango (1987-1995)

#### Filmy animowane
- Akcja G.I. Joe (VHS, ITI Home Video)[14]
- Mała Syrenka (VHS, wersja lektorska z angielskim dubbingiem)
- Skallor: Planeta Robotów (VHS, ITI Home Video)
- Zdobywca Kosmosu (VHS, ARE Studio Video w Gdyni)

#### Seriale animowane
- Batman: The Animated Series (1992–1995) (wersja lektorska TVP2)
- Kacze opowieści (wersja lektorska emitowana w TVP1 w Wieczorynce pod koniec lat 80. pod tytułem Siostrzeńcy Kaczora Donalda) – niektóre odcinki obok Krystyny Czubówny[15][16]
- Nowe przygody Calineczki
- Wojownicze Żółwie Ninja (1987)

#### Filmy fabularne
- At Gunpoint (VHS, Teletower International)[17]
- Breathing Fire (VHS, Imperial Entertainment)[17]
- Czarodziej (VHS, Imperial Entertainment)[17]
- Książę w Nowym Yorku
- Kwiaty na poddaszu[18]
- Niekończąca się opowieść
- Planeta Małp (VHS, Guild Home Video)[17]
- Sam w domu (VHS)[19][20]
- Szukając sprawiedliwości (VHS)[21]
- Uwierz w ducha (piracki VHS)[22]

#### Seriale fabularne
- Grzechy (część 1,2,3) (VHS, Elgaz)[17]
- Niebezpieczna zatoka (1984)

#### Słuchowiska radiowe
- Jaskółki jako Piotruś (emisja: 1982, 2009-06-20)[23][24]

### Aktor
- Album polski (1970) jako Jerzy Lachowicz, żołnierz, który uratował życie Piotrowi
- W labiryncie (1988–1990)

### Prezenter
- Razem z Jadwigą Piątkowską prowadził koncert laureatów XVIII Festiwal Piosenki Radzieckiej w Zielonej Górze 82[25][26]
- Spotkania z cyklu „Z drugiej strony ekranu” organizowane przez Spółdzielczy Ośrodek Kulturalny (SOK) „Relaks”[3]
- Prezentował w telewizji przepisy kulinarne gotowania na ekranie[27]
- Wystąpił w reklamie czasopisma Media Reporter[28]
- Marek Gajewski – Sprawnym być – kaseta VHS wydana przez firmę Alliance z Warszawy. Prezenter pokazuje tu sposób na doskonałą sylwetkę i świetne samopoczucie[29].